# Zedtlitz
Zedtlitz ist ein zur Ortschaft Wyhratal gehöriger Ortsteil der sächsischen Stadt Borna im Landkreis Leipzig. Zu ihm gehören noch die Orte Raupenhain und Plateka.

## Geografie

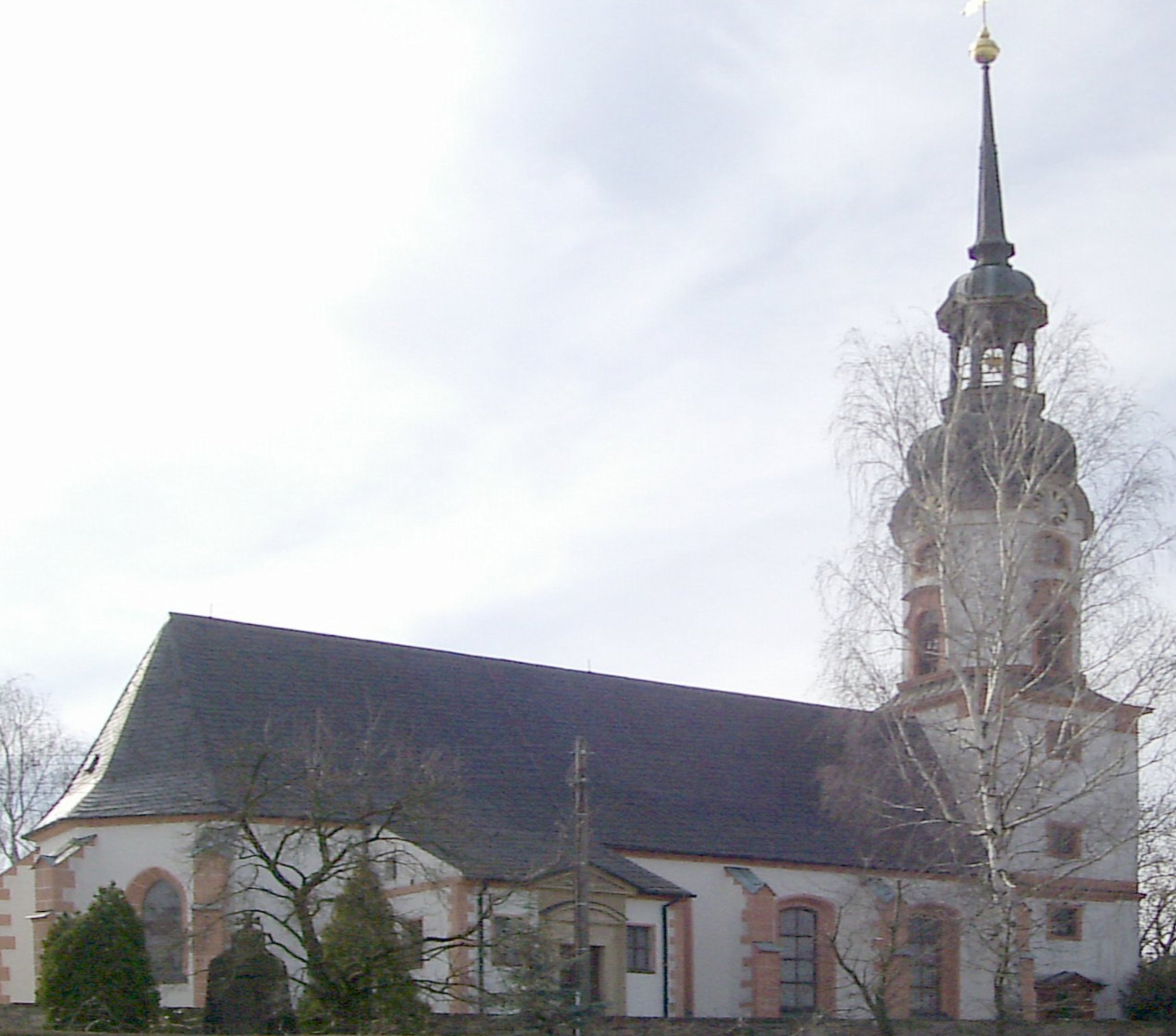
Die Zedtlitzer Kirche

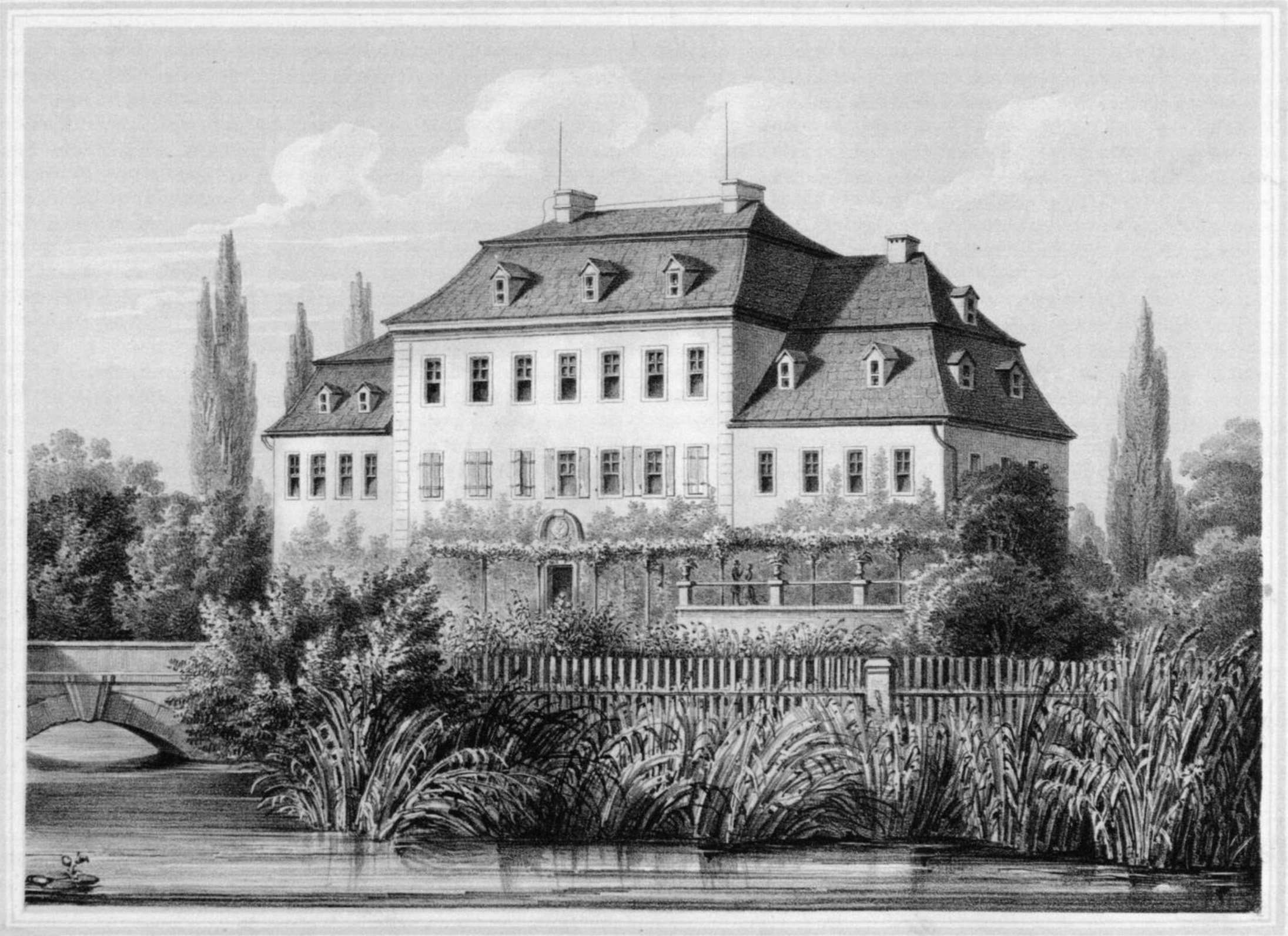
Das Zedtlitzer Schloss um 1840.
Der 1706 errichtete Bau steht auf der vormaligen, im Dreißigjährigen Krieg zerstörten Wasserburg.

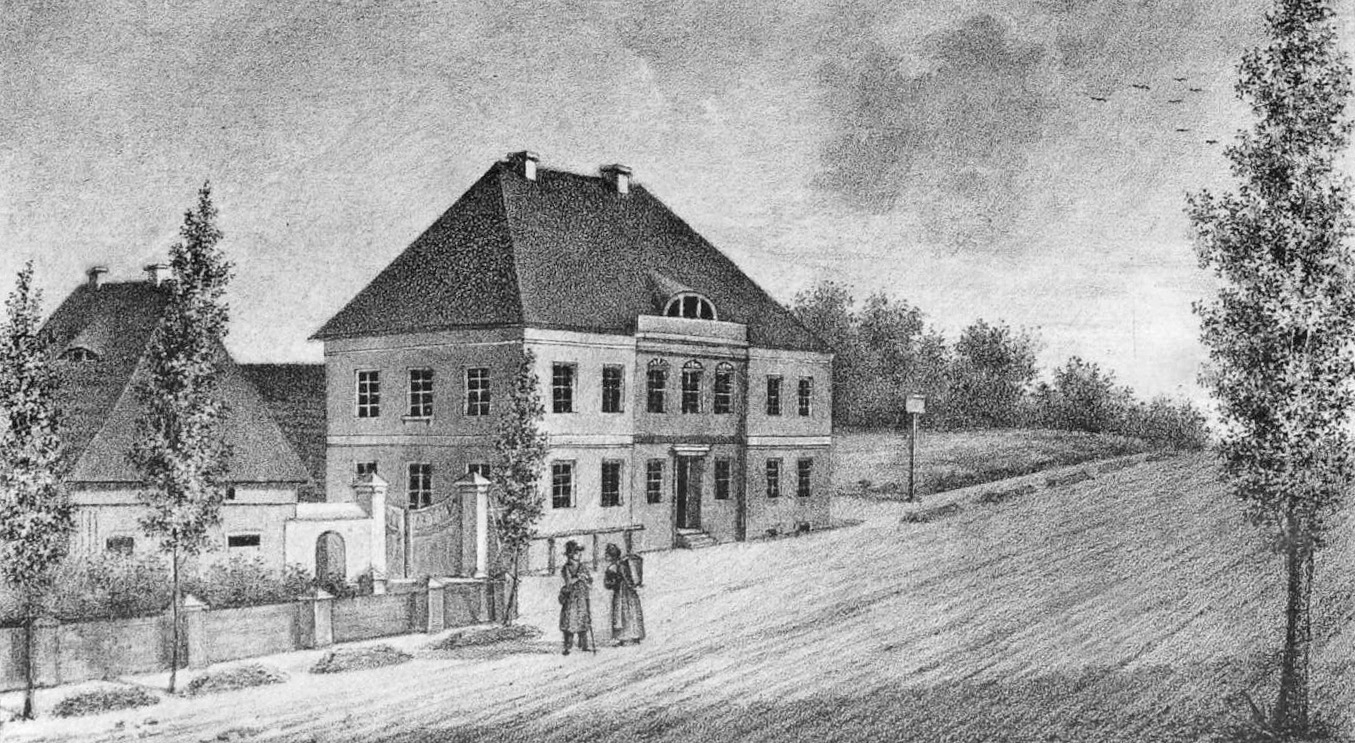
Der Gasthof Zedtlitz um 1830

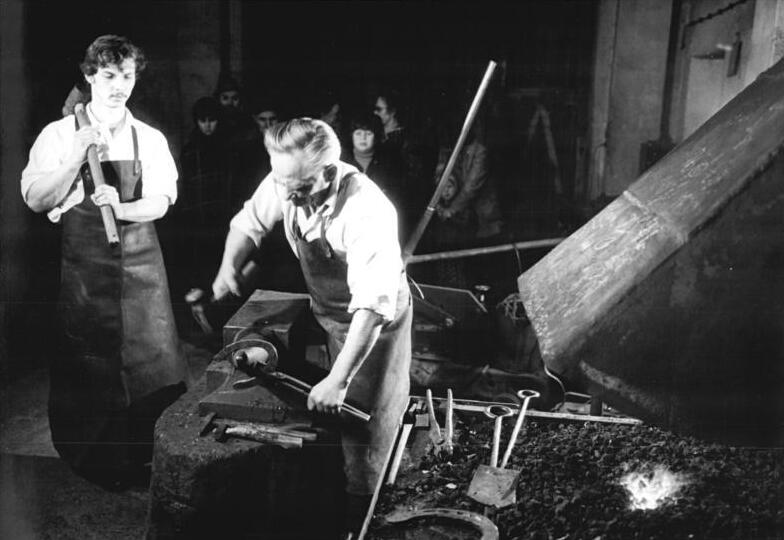
In der Dorfschmiede von Erhard Teichmann (1982)

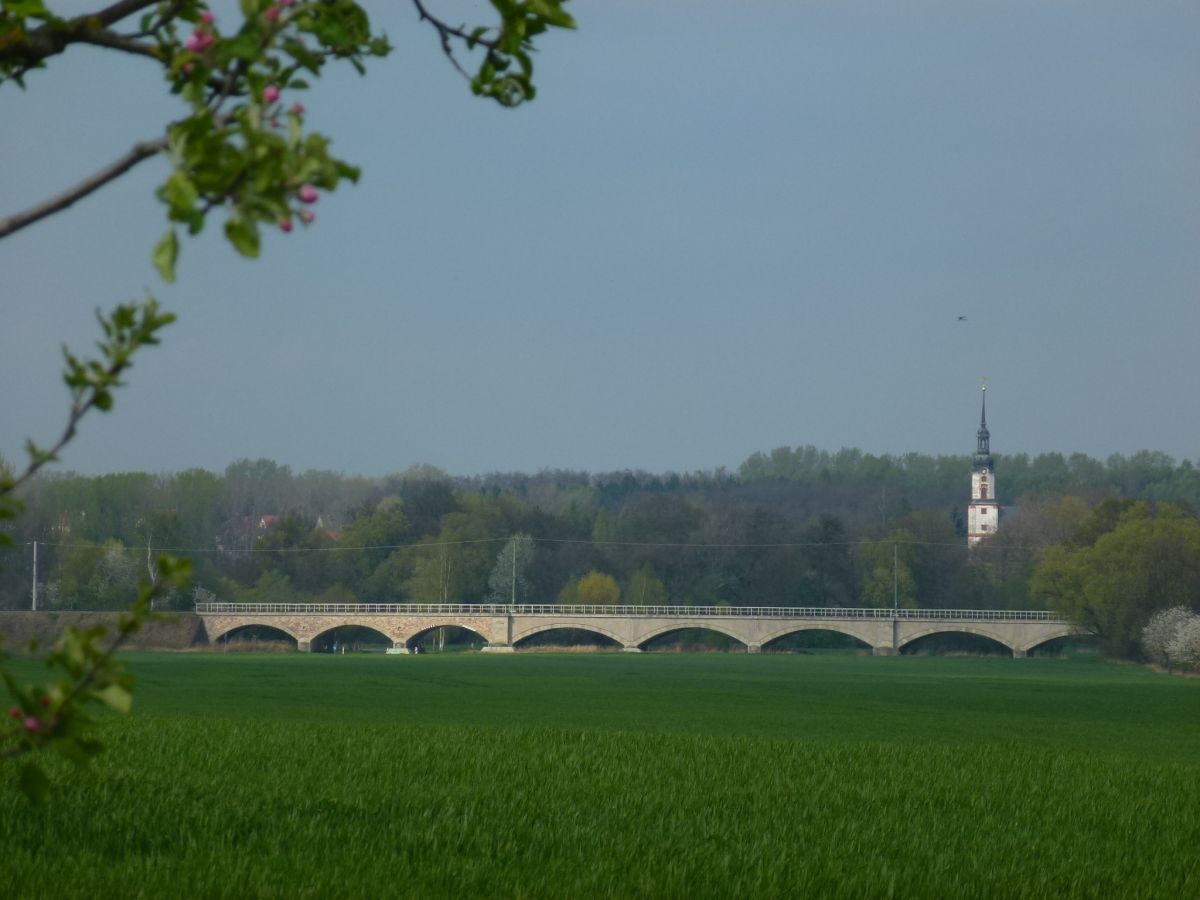
Wyhratalviadukt vor der Zedtlitzer Kirche

Zedtlitz liegt etwa 13,5 Kilometer nordnordöstlich von Altenburg, am östlichen Ufer des Flusses Wyhra. Durch den Ort führt in Nord-Süd-Richtung die Staatsstraße 51 (herabgestufte B 95), durch welche man in Richtung Borna die Bundesautobahn 72 erreicht. Die Bahnstrecke Neukieritzsch–Chemnitz führt westlich und südlich an Zedtlitz vorbei, der Haltepunkt Petergrube liegt am Rande des Ortsteils Plateka.
Nachbarorte von Zedtlitz sind Borna im Norden, Schönau im Osten, Neukirchen im Südosten, Wyhra im Süden sowie die vor 1993 zu Zedtlitz gehörenden Ortsteile Plateka und Raupenhain im Südwesten bzw. im Nordwesten. Nordöstlich von Zedtlitz liegt der Bockwitzer See, im Südosten der Harthsee und im Osten mehrere kleinere geflutete Tagebaurestlöcher.

## Geschichte

### Zedtlitz bis 1800
1190 wurden die beiden Brüder Heinricus et Otto fratres de Cedeliz erstmals urkundlich erwähnt, die als Reichsministeriale genannt werden. Im gleichen Jahr wurde in Zedtlitz auch eine Wasserburg erwähnt. Die erste belegte Ortsnamenform datiert von 1213 als Zedliz. Der auf das altsorbische Wort „sedlica“ zurückgehende Ortsname hat die Bedeutung „Wohnsitz“, „Siedlung“. Die 1494 erbaute Kirche erhielt später einen barocken Turmaufbau. 1706 erfolgte zum Rittergut der Bau des Schlosses Zedtlitz durch die Witwe des preußischen Kriegsrathes von Gladebeck, geb. von Münchhausen.
1826 nennt August Schumann im Staats-, Post- und Zeitungslexikon von Sachsen Zedtlitz betreffend u. a.:

„Zedlitz enthält in etwa 60 Häusern über 300 Bewohner, welche 1789 besaßen 13 ⅞ Hufen nur sehr mittelmäßigen Feldes, 36 Pferde, 136 Kühe und 188 Schafe. Auf dem höchsten Puncte des Dorfes steht die [...] Pfarrkirche, [...]. Nach einem Monumente muß die Kirche schon vor 1494 gestiftet gewesen seyn.
Zedtlitz hat außerdem einen großen, jedoch gering gebauten Gasthof, eine Schmiede, eine schöne große Mahl- und Oelmühle, bei welcher eine ansehnliche Brücke über den Fluß Wyhra führt, mehrere starke und zum Theil gefällige Bauerngüter u. s. w. [...] Beim Dorfe wird auf mehrern Puncten auf Sand gegraben, der auch häufig Feuerstein enthält.“

### Raupenhain
Raupenhain wurde erstmals 1350 als „Rupinhain“ erwähnt, dessen mittelhochdeutscher Name „Siedlung am oder im Wald, wo es Raupen gibt“ bedeutet. Das Straßendorf war immer zum Rittergut Zedtlitz lehnpflichtig. Das Braunkohlezeitalter begann in dem landwirtschaftlich geprägten Ort 1877, als die Bornaer Familie Hoese auf Raupenhainer Flur an der Altenburger Chaussee die Grube „Belohnung“ eröffnete.

### Plateka
Plateka am gegenüberliegenden Ufer der Wyhra wurde 1696 erstmals erwähnt. Der Ortsname geht vermutlich altsorbische bloto für „Sumpf“ zurück. Auch Plateka gehörte zum Rittergut Zedlitz. Nach der politischen Wende 1989 wurden für die ausgesiedelten Bewohner von Breunsdorf die Siedlungen „Breunsdorfer Weg“ und „An der alten Schäferei“ errichtet.

### Zedtlitz ab 1800
Das Rittergut Zedlitz als lange juristisch eigenständiger Ort, zeitweilig im Besitz der von Metzradt, nachfolgend im Eigentum der Grafen von Rex, mit den zugehörigen Flächen in den Orten Zedtlitz, Plateka und Raupenhain, lag bis 1856 im kursächsischen bzw. königlich-sächsischen Amt Borna. Ab 1856 gehörten die drei genannten Orte zum Gerichtsamt Borna und ab 1875 zur Amtshauptmannschaft Borna. Vor 1880 wurden Raupenhain und Plateka nach Zedtlitz eingemeindet. Am Ort Zedtlitz bestanden bis zur Bodenreform 1945 insgesamt zwei Güter unterschiedlicher Größe. Anfang der 1920er Jahre zum einen das herrschaftliche Rittergut Zedtlitz mit 412 ha des Dr. jur. jur. Karl-Max Oswald Graf von Rex (1888–1942), Nacherbe wurde dessen Sohn Rudolf Karl-Max Franz Christian Caspar Graf von Rex, der später in München lebte. Zum anderen bestand ein zweiter landwirtschaftlicher Betrieb, Gut Zedtlitz mit rund 25 ha, der Familie Alwin Patzschke gehörend.
Von September 1869 bis August 1870 wurde der zwölfbögige 198 m lange Wyhratalviadukt der Bahnlinie Neukieritzsch-Chemnitz erbaut. Das 8 m hohe gemauerte Bauwerk überbrückt den gleichnamigen Fluss. Obwohl die Bahn seit 1872 in Betrieb war, erhielt der Ortsteil Plateka erst 1950 einen Halt. Die Station „Petergrube“ wurde für die Bergarbeiter der nahen Braunkohlengruben eröffnet, da es für sie keine besseren Anschlussmöglichkeiten gab.
Seit Mitte des 19. Jahrhunderts waren die Orte in der Wyhra-Aue vom Braunkohlebergbau geprägt. Ende des 19. Jahrhunderts entstanden vor allem östlich und südlich von Zedtlitz Tief- und Tagebaue. Den gravierendsten Einschnitt in die Landschaft um Zedtlitz stellte jedoch der 1960 östlich von Zedtlitz aufgeschlossene Tagebau Borna-Ost dar. Die Tagebaukante reichte zwischen 1961 und 1962 fast bis an den östlichen Ortsrand heran. Weiterhin unterbrach der Tagebau die Ortsverbindung von Zedtlitz nach Schönau. In späterer Zeit befand sich die Hauptwasserhaltung des Tagebaus östlich des Orts. Dieses Restloch füllte sich relativ früh mit ansteigendem Grundwasser. Es dient heute der Entwicklung von Natur und Landschaft. Das im Osten von Zedtlitz gelegene Areal der Tagesanlagen wurde zu einem Industriepark umgestaltet.
Am 1. Oktober 1993 wurde aus den damaligen Gemeinden Zedtlitz und Neukirchen-Wyhra die Gemeinde Wyhratal neugebildet. Mit Auflösung der Gemeinde Wyhratal kam Zedtlitz am 1. Januar 2004 zur Großen Kreisstadt Borna. Sie gehört seitdem zur Bornaer Ortschaft Wyhratal, die einen eigenen Ortschaftsrat besitzt.

## Entwicklung der Einwohnerzahl
| Jahr      | Einwohnerzahl                                                  |
| --------- | -------------------------------------------------------------- |
| 1548/51 1 | 30 besessene Mann, 2 Gärtner, 1 Häusler, 33 Inwohner, 22 Hufen |
| 1764 2    | 22 besessene Mann, 13 ½ Hufen                                  |
| 1834      | 405                                                            |
| 1871      | 507                                                            |

| Jahr   | Einwohnerzahl |
| ------ | ------------- |
| 1890   | 573           |
| 1910 3 | 936           |
| 1925 3 | 1097          |
| 1939 3 | 1185          |

| Jahr   | Einwohnerzahl |
| ------ | ------------- |
| 1946 3 | 1456          |
| 1950 3 | 1512          |
| 1964 3 | 1186          |
| 1990 3 | 964           |

## Söhne des Ortes
- Friedrich Teichmann (1783–1863), Autor, Agrarwissenschaftler und Sparkassengründer
- Rolf Jähnichen (* 1939), ehemaliger sächsischer Staatsminister
- Thomas Munkelt (* 1952), Olympiasieger im 110-Meter-Hürdenlauf
- Maic Malchow (* 1962), Bahnrad-Weltmeister

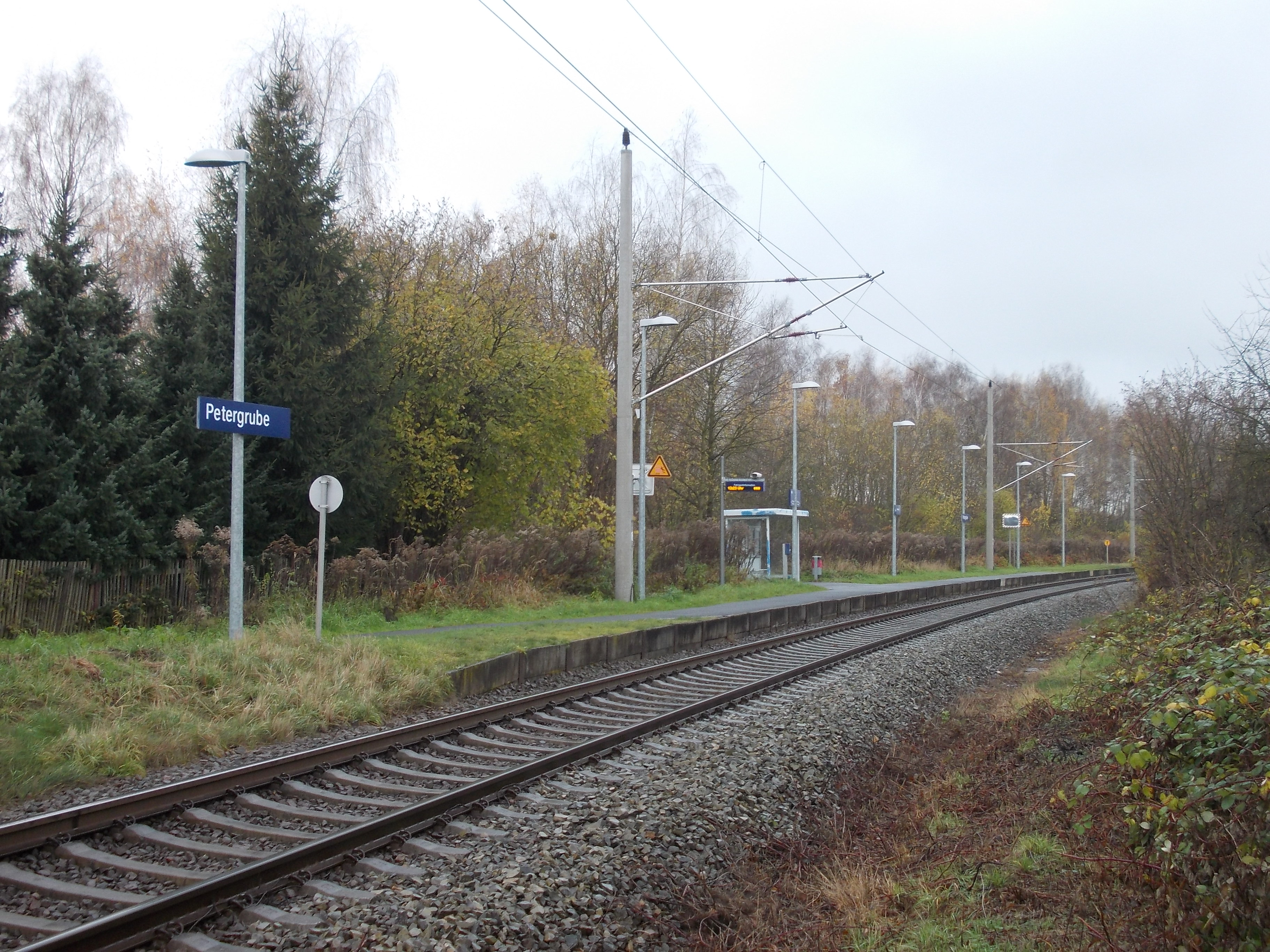
Haltepunkt Petergrube

## Verkehr

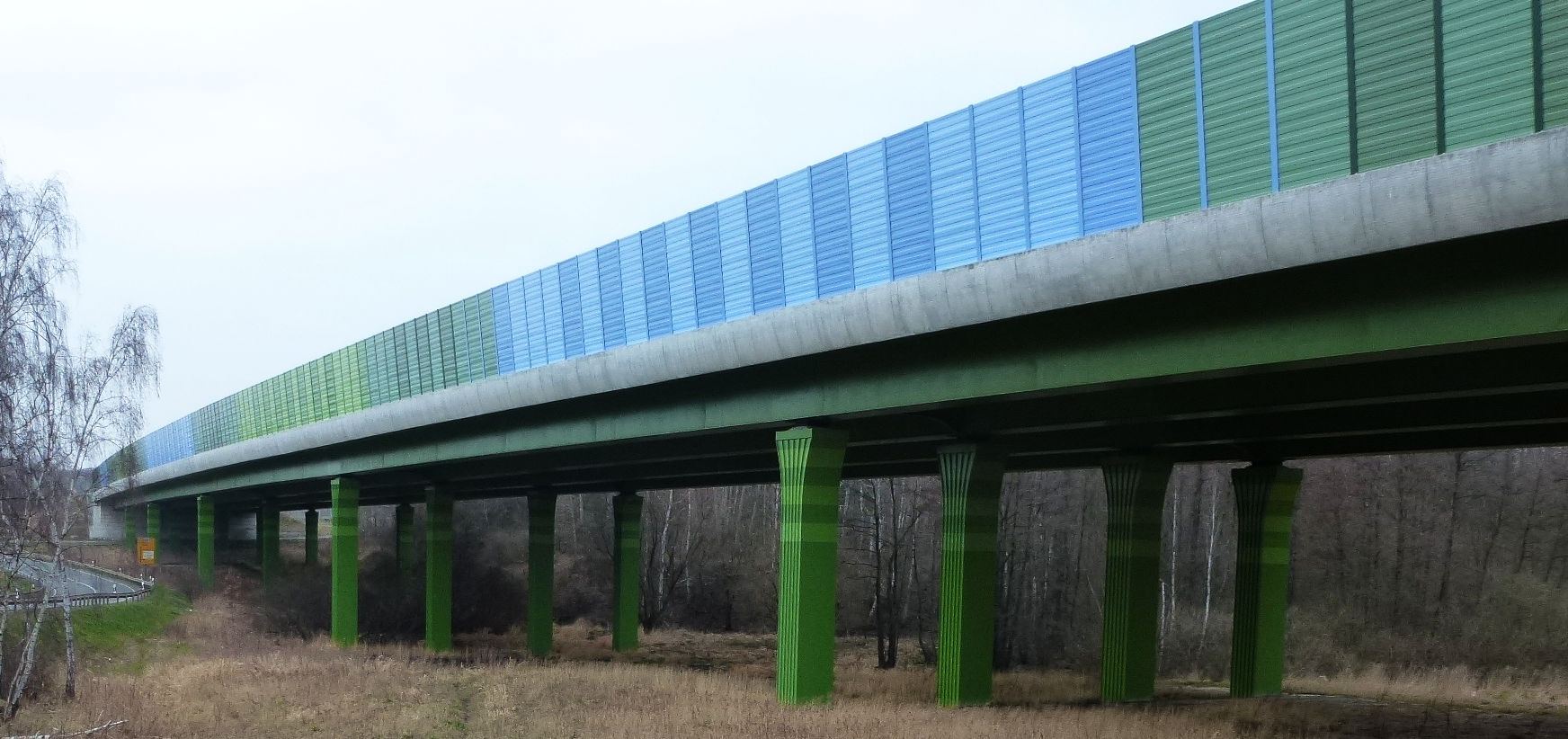
Talbrücke Zedtlitzer Grund der A 72

Seit der Eröffnung des Leipziger City-Tunnels am 15. Dezember 2013 ist Zedtlitz über den ca. 1 km entfernten Haltepunkt Petergrube an das Netz der S-Bahn Mitteldeutschland angeschlossen. Der Halt liegt an der Bahnstrecke Neukieritzsch–Chemnitz.
Auf der Straße nach Borna kommt man in ca. 2 km zur Anschlussstelle Borna-Süd der A 72.